# Hauteville, Marne
Hauteville  là một xã thuộc tỉnh Marne trong vùng Grand Est đông nam nước Pháp. Xã này nằm ở khu vực có độ cao trung bình mét trên mực nước biển.
Sông Blaise chảy qua thị trấn.